# Ace of Base – All That She Wants
Ace of Base – All That She Wants (tidigare benämnd All that she wants: The unbelievable story of Ace of Base) är en svensk dokumentärserie som hade premiär på Viaplay den 1 maj 2024. Serien, som består av tre delar, är regisserad av Jens von Reis.

## Handling
Serien kretsar kring den svenska popgruppen Ace of Base som snabbt blev världskända genom MTV. Men vid den tiden var det ingen som kände till Ulf Ekbergs förflutna i Göteborgs högerextrema kretsar.

## Medverkande (i urval)
- Jens von Reis
- Clive Davis
- Jenny Berggren
- Linn Berggren
- Ulf Ekberg
- Jonas Berggren